# Fermo e Rustico
Fermo (... – Cartagine, 250) e Rustico (... – Lambaesis, 259) sono stati due martiri cristiani, venerati come santi dalla Chiesa cattolica.

## Agiografia
Appare estremamente difficile, nell'analisi delle vicende biografiche relative ai due santi, distinguere fra i pochi dati storici certi a disposizione e i numerosi elementi leggendari e romanzati.

### Tradizione nordafricana
Secondo una tradizione, Fermo e Rustico erano di origine nordafricana e vissero ai tempi dell'imperatore romano Decio, che aveva promosso, fra il 249 e il 251, una delle più dure persecuzioni contro la religione cristiana. Fermo morì di fame presso Cartagine; Rustico, invece, fu ucciso con altri compagni a Lambaesis (oggi in Algeria) nel 259, sotto l'imperatore Valeriano.
I loro resti furono portati a Verona, dove sono tuttora conservati presso il complesso di San Fermo Maggiore, all'interno della chiesa superiore. I due santi sono citati assieme già nel Martirologio geronimiano del V secolo, e successivamente nel Martirologio romano, ma non nell'edizione più recente del 2001.

### Tradizione bergamasca

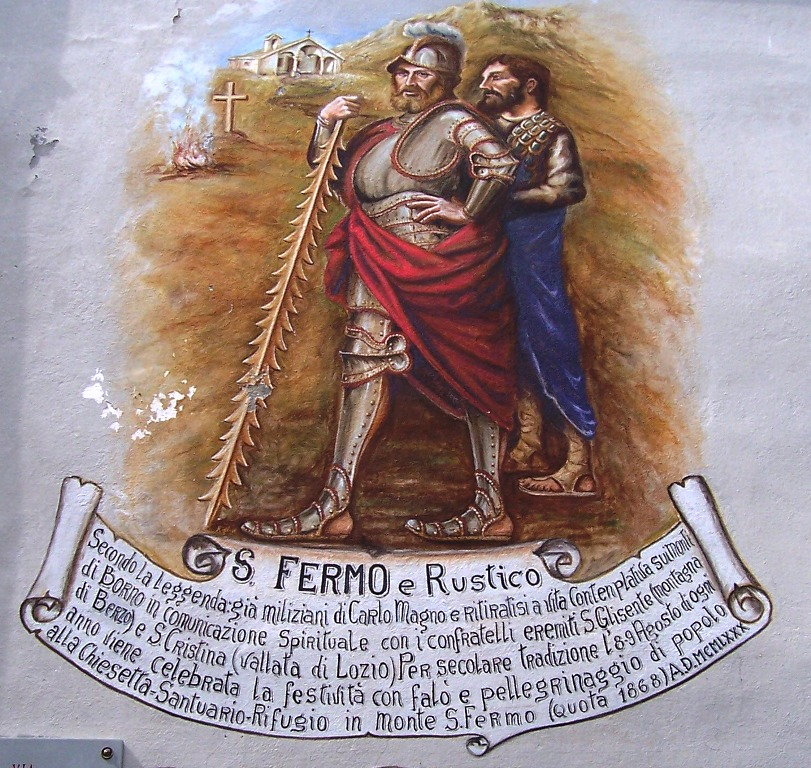
Affresco e leggenda dei santi Fermo e Rustico. Borno, Val Camonica.

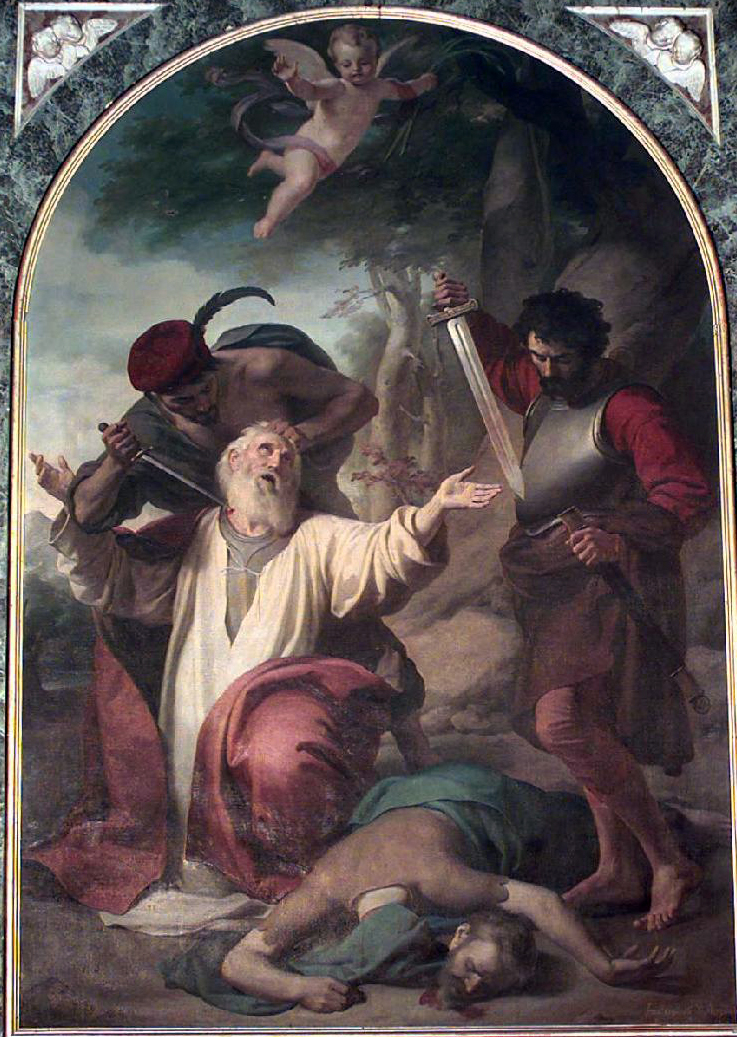
Francesco Coghetti, Martirio dei Santi Fermo e Rustico, Roma, 1868

Due documenti storici - la Translatio ss. Firmi et Rustici, risalente alla seconda metà dell'VIII secolo, e il Ritmo pipiniano, redatto fra l'VIII e il IX secolo - sostengono che in realtà Fermo e Rustico non furono di origine africana, bensì bergamasca. Decapitati per motivi religiosi al di fuori delle mura di Verona ai tempi dell'imperatore Massimiano, i due vennero seppelliti a Cartagine; in un secondo momento le spoglie tornarono in Italia, passando per Capodistria e Trieste, e vennero infine riscattate dal vescovo Annone di Verona durante il regno longobardo di Desiderio e Adelchi (757-774).

### Tradizione della Val Camonica
Una tradizione completamente diversa si trova in Val Camonica: una leggenda locale fa ritenere che san Fermo, con suo fratello san Glisente e la sorella santa Cristina, fosse giunto nella vallata al seguito di Carlo Magno, quindi attorno all'anno 774. Qui i tre fratelli scelsero la via del romitaggio, abitando su dei monti (tra cui il monte omonimo). San Fermo era assistito da un'orsa, un'aquila ed il fedele scudiero Rustico.

## Culto
Probabilmente la venerazione in Italia delle figure di Fermo e Rustico è da inserirsi nella più ampia cornice della massiccia emigrazione di romani (e cattolici) residenti in Africa in seguito alle invasioni dei Vandali di Genserico nel 429; lo stesso patrono di Verona, san Zeno, era di origine nordafricana.
Attualmente Fermo e Rustico sono i patroni della città di Caravaggio, in Lombardia, dove secondo la leggenda transitarono per il quartiere di Porta Vicinato e resuscitarono un morto. Alcune loro reliquie, appartenenti alla Curia di Bergamo, furono donate alla città nel 1588. Inizialmente collocate nella chiesa di San Giovanni, nella frazione di Vidalengo, le reliquie furono traslate nella chiesa dei Santi Fermo e Rustico il 21 agosto 1588. Nel 1609 la città di Bergamo donò le reliquie dei santi Fermo (al quale era già dedicato un santuario), Rustico e Procolo, che diedero origine alla sagra di San Fermo, la più antica della Brianza.
San Fermo è inoltre patrono della cittadina di San Fermo della Battaglia in provincia di Como (con relativo santuario), di Castellazzo Novarese in provincia di Novara e compatrono della Parrocchia di Sant'Agata in Cassina de' Pecchi, dove intorno al 9 agosto si svolgono le fiere in suo onore. Inoltre i santi Fermo e Rustico sono patroni del comune di Carpaneto Piacentino.
San Fermo è venerato in un santuario posto sopra l'abitato di Crusinallo, meta di numerosi devoti per il giorno della festa religiosa e civile.
San Fermo è venerato in un santuario posto sul confine fra Liguria (comune di Vobbia) e Piemonte (comuni di Carrega Ligure e Mongiardino Ligure), nei pressi della frazione Piani di Vallenzona del comune di Vobbia.
San Fermo è venerato anche a Merana (AL), dove accanto alla torre sul colle omonimo c'è la secentesaca chiesetta di San Fermo, citata già nel 1170 tra i beni dell'abbazia di San Quintino a Spigno Monferrato. La festa patronale di San Fermo a Merana si svolge l'8 agosto di ogni anno con sagra del "raviolo casalingo" e fuochi d'artificio detti "fuochi di San Fermo".
I Santi Fermo e Rustico sono venerati anche a Berzo San Fermo, in provincia di Bergamo. Qui la chiesa parrocchiale sorge nel punto dove, secondo la leggenda, sostarono i corpi dei santi una notte, davanti ad un'antica villa romana.
San Fermo dà anche il nome a un quartiere di Varese, in cui vi è un'antica pieve dedicata ai santi Fermo e Rustico.
San Fermo è patrono della cittadina di Albiate in Brianza dove è celebrato il 9 Agosto con una messa solenne di rito Ambrosiano nel Santuario dei Santi Fermo e Rustico e del Vescovo Procolo, paese nel quale da oltre 400 anni viene celebrata l'omonima festa con la sagra più antica di tutta la Brianza.
Una chiesa dedicata a san Fermo si trova anche a Pontevico, in provincia di Brescia, che dà origine al relativo rione, che in estate prepara la sagra omonima di san Fermo, la quale prende vita ogni anno all'inizio del mese di agosto.
I Santi Fermo e Rustico sono i patroni di Presezzo, paese dell'Isola bergamasca. Qui a loro era dedicata l'antica chiesa parrocchiale e successivamente la nuova costruita a fine 1800. Si narra che i due santi siano passati per il paese e giunti nel luogo dove sorge l'antica parrocchiale si siano fermati per una sosta.
A San Fermo è dedicata la chiesa cimiteriale di Calcio (BG).
Alle porte di Belluno (arrivando da Sedico, vicino alla antica strada romana che collegava Feltre a Mier) si trova un borghetto con una piccola chiesa (che ricevette nel 1583 il titolo di “parrocchiale”) dedicati a Santi Fermo e Rustico: la chiesetta, edificata sui resti di un edificio del VI secolo (frammenti di plutei murati sulla facciata) era una sorta una cappella di dimensioni ridotte, ampliata nelle attuali forme a partire dal 1624.